# E3 Saxo Classic 2023
E3 Saxo Classic 2023 var den 65:e upplagan av det belgiska cykelloppet E3 Saxo Bank Classic. Tävlingen avgjordes den 24 mars 2023 med både start och målgång i Harelbeke. Loppet var en del av UCI World Tour 2023 och vanns av belgiska Wout van Aert från cykelstallet Jumbo-Visma för andra året i rad.

## Deltagande lag
| WorldTeams (18)- AG2R Citroën Team - Alpecin-Deceuninck - Astana Qazaqstan Team - Bahrain Victorious - Bora-Hansgrohe - Cofidis - EF Education-EasyPost - Groupama-FDJ - Ineos Grenadiers - Intermarché-Circus-Wanty - Jumbo-Visma - Movistar Team - Soudal Quick-Step - Arkéa-Samsic - Team Jayco AlUla - Team DSM - Trek-Segafredo - UAE Team Emirates ProTeams (7)- Bingoal WB - Israel-Premier Tech - Lotto Dstny - Q36.5 Pro Cycling Team - Team Flanders-Baloise - TotalEnergies - Uno-X Pro Cycling Team |
| |

## Resultat
| \| Totaltävlingen \| Totaltävlingen \| Totaltävlingen \| Totaltävlingen \| Totaltävlingen \| \| Cyklist \| Cyklist \| Lag \| Tid \| \| \| -------------- \| -------------------- \| ------------------ \| -------------- \| -------------- \| \| 1. \| Wout van Aert \| Jumbo-Visma \| 4t 44' 59" \| \| \| 2. \| Mathieu van der Poel \| Alpecin-Deceuninck \| + 0" \| \| \| 3. \| Tadej Pogačar \| UAE Team Emirates \| + 0" \| \| \| 4. \| Matteo Jorgenson \| Movistar Team \| + 33" \| \| \| 5. \| Iván García Cortina \| Movistar Team \| + 44" \| \| \| 6. \| Stefan Küng \| Groupama-FDJ \| + 56" \| \| \| 7. \| Matej Mohorič \| Bahrain Victorious \| + 56" \| \| \| 8. \| Valentin Madouas \| Groupama-FDJ \| + 1' 25" \| \| \| 9. \| Søren Kragh Andersen \| Alpecin-Deceuninck \| + 1' 31" \| \| \| 10. \| Filippo Ganna \| Ineos Grenadiers \| + 1' 31" \| \| |                      |                    |            |
| |                      |                    |            |
| Källa: ProCyclingStats |                      |                    |            |
| Totaltävlingen |                      |                    |            |
| Cyklist | Cyklist              | Lag                | Tid        |
| 1. | Wout van Aert        | Jumbo-Visma        | 4t 44' 59" |
| 2. | Mathieu van der Poel | Alpecin-Deceuninck | + 0"       |
| 3. | Tadej Pogačar        | UAE Team Emirates  | + 0"       |
| 4. | Matteo Jorgenson     | Movistar Team      | + 33"      |
| 5. | Iván García Cortina  | Movistar Team      | + 44"      |
| 6. | Stefan Küng          | Groupama-FDJ       | + 56"      |
| 7. | Matej Mohorič        | Bahrain Victorious | + 56"      |
| 8. | Valentin Madouas     | Groupama-FDJ       | + 1' 25"   |
| 9. | Søren Kragh Andersen | Alpecin-Deceuninck | + 1' 31"   |
| 10. | Filippo Ganna        | Ineos Grenadiers   | + 1' 31"   |

## Startlista
| Jumbo-Visma TJV | Jumbo-Visma TJV            | Jumbo-Visma TJV |
| --------------- | -------------------------- | --------------- |
| #               | Cyklist                    | Placering       |
| 1               | Wout van Aert (BEL)        | 1.              |
| 2               | Christophe Laporte (FRA)   | 23.             |
| 3               | Tiesj Benoot (BEL)         | DNF             |
| 4               | Dylan van Baarle (NED)     | DNF             |
| 5               | Edoardo Affini (ITA)       | DNF             |
| 6               | Tosh Van der Sande (BEL)   | 87.             |
| 7               | Nathan Van Hooydonck (BEL) | 11.             |

| Soudal Quick-Step SOQ | Soudal Quick-Step SOQ             | Soudal Quick-Step SOQ |
| --------------------- | --------------------------------- | --------------------- |
| #                     | Cyklist                           | Placering             |
| 11                    | Julian Alaphilippe (FRA)          | DNF                   |
| 12                    | Kasper Asgreen (DEN)              | 51.                   |
| 13                    | Tim Declercq (BEL)                | 68.                   |
| 14                    | Yves Lampaert (BEL)               | 16.                   |
| 15                    | Florian Sénéchal (FRA) (landsväg) | DNF                   |
| 16                    | Jannik Steimle (GER)              | DNF                   |
| 17                    | Davide Ballerini (ITA)            | 28.                   |

| Alpecin-Deceuninck ADC | Alpecin-Deceuninck ADC     | Alpecin-Deceuninck ADC |
| ---------------------- | -------------------------- | ---------------------- |
| #                      | Cyklist                    | Placering              |
| 21                     | Mathieu van der Poel (NED) | 2.                     |
| 22                     | Quinten Hermans (BEL)      | 80.                    |
| 23                     | Dries De Bondt (BEL)       | 58.                    |
| 24                     | Søren Kragh Andersen (DEN) | 9.                     |
| 25                     | Silvan Dillier (SUI)       | 69.                    |
| 26                     | Robert Stannard (AUS)      | 32.                    |
| 27                     | Tobias Bayer (AUT)         | 71.                    |

| Intermarché-Circus-Wanty ICW | Intermarché-Circus-Wanty ICW | Intermarché-Circus-Wanty ICW |
| ---------------------------- | ---------------------------- | ---------------------------- |
| #                            | Cyklist                      | Placering                    |
| 31                           | Biniam Girmay (ERI)          | DNF                          |
| 32                           | Madis Mihkels (EST)          | 90.                          |
| 33                           | Dries De Pooter (BEL)        | DNF                          |
| 34                           | Laurenz Rex (BEL)            | 30.                          |
| 35                           | Hugo Page (FRA)              | 88.                          |
| 36                           | Mike Teunissen (NED)         | 67.                          |
| 37                           | Loïc Vliegen (BEL)           | 81.                          |

| AG2R Citroën Team ACT | AG2R Citroën Team ACT     | AG2R Citroën Team ACT |
| --------------------- | ------------------------- | --------------------- |
| #                     | Cyklist                   | Placering             |
| 41                    | Greg Van Avermaet (BEL)   | DNF                   |
| 42                    | Oliver Naesen (BEL)       | 47.                   |
| 43                    | Lawrence Naesen (BEL)     | 94.                   |
| 44                    | Benoît Cosnefroy (FRA)    | 46.                   |
| 45                    | Valentin Retailleau (FRA) | DNF                   |
| 46                    | Damien Touzé (FRA)        | 77.                   |
| 47                    | Stan Dewulf (BEL)         | 18.                   |

| Bahrain Victorious TBV | Bahrain Victorious TBV | Bahrain Victorious TBV |
| ---------------------- | ---------------------- | ---------------------- |
| #                      | Cyklist                | Placering              |
| 51                     | Nikias Arndt (GER)     | 29.                    |
| 52                     | Matevž Govekar (SLO)   | 98.                    |
| 53                     | Kamil Gradek (POL)     | DNF                    |
| 54                     | Dušan Rajović (SRB)    | DNF                    |
| 55                     | Cameron Scott (AUS)    | DNF                    |
| 56                     | Matej Mohorič (SLO)    | 7.                     |
| 57                     | Fred Wright (GBR)      | 31.                    |

| Bora-Hansgrohe BOH | Bora-Hansgrohe BOH           | Bora-Hansgrohe BOH |
| ------------------ | ---------------------------- | ------------------ |
| #                  | Cyklist                      | Placering          |
| 61                 | Jordi Meeus (BEL)            | DNF                |
| 62                 | Ryan Mullen (IRL)            | DNF                |
| 63                 | Marco Haller (AUT)           | 33.                |
| 64                 | Jonas Koch (GER)             | 36.                |
| 65                 | Shane Archbold (NZL)         | DNF                |
| 66                 | Nils Politt (GER) (landsväg) | 13.                |
| 67                 | Maximilian Schachmann (GER)  | DNF                |

| Cofidis COF | Cofidis COF               | Cofidis COF |
| ----------- | ------------------------- | ----------- |
| #           | Cyklist                   | Placering   |
| 71          | Axel Zingle (FRA)         | 53.         |
| 72          | Simone Consonni (ITA)     | DNF         |
| 73          | Wesley Kreder (NED)       | 93.         |
| 74          | Christophe Noppe (BEL)    | 55.         |
| 75          | Pierre-Luc Périchon (FRA) | DNF         |
| 76          | Alexis Renard (FRA)       | DNF         |
| 77          | Jelle Wallays (BEL)       | DNF         |

| EF Education-EasyPost EFE | EF Education-EasyPost EFE | EF Education-EasyPost EFE |
| ------------------------- | ------------------------- | ------------------------- |
| #                         | Cyklist                   | Placering                 |
| 81                        | Alberto Bettiol (ITA)     | 15.                       |
| 82                        | Stefan Bissegger (SUI)    | 20.                       |
| 83                        | Owain Doull (GBR)         | 41.                       |
| 84                        | Jens Keukeleire (BEL)     | 85.                       |
| 85                        | Jonas Rutsch (GER)        | 26.                       |
| 86                        | Thomas Scully (NZL)       | 101.                      |
| 87                        | Łukasz Wiśniowski (POL)   | DNF                       |

| Groupama-FDJ GFC | Groupama-FDJ GFC       | Groupama-FDJ GFC |
| ---------------- | ---------------------- | ---------------- |
| #                | Cyklist                | Placering        |
| 91               | Stefan Küng (SUI)      | 6.               |
| 92               | Kevin Geniets (LUX)    | 25.              |
| 93               | Lewis Askey (GBR)      | 40.              |
| 94               | Olivier Le Gac (FRA)   | 66.              |
| 95               | Valentin Madouas (FRA) | 8.               |
| 96               | Jake Stewart (GBR)     | DNF              |
| 97               | Samuel Watson (GBR)    | DNF              |

| Movistar Team MOV | Movistar Team MOV         | Movistar Team MOV |
| ----------------- | ------------------------- | ----------------- |
| #                 | Cyklist                   | Placering         |
| 101               | Fernando Gaviria (COL)    | DNF               |
| 102               | Johan Jacobs (SUI)        | 64.               |
| 103               | Matteo Jorgenson (USA)    | 4.                |
| 104               | Mathias Norsgaard (DEN)   | 74.               |
| 105               | Iván Romeo (ESP)          | 76.               |
| 106               | Lluís Mas (ESP)           | DNF               |
| 107               | Iván García Cortina (ESP) | 5.                |

| Arkéa-Samsic ARK | Arkéa-Samsic ARK      | Arkéa-Samsic ARK |
| ---------------- | --------------------- | ---------------- |
| #                | Cyklist               | Placering        |
| 111              | Alan Riou (FRA)       | 99.              |
| 112              | Mathis Le Berre (FRA) | DNF              |
| 113              | Kévin Ledanois (FRA)  | DNF              |
| 114              | Matis Louvel (FRA)    | 21.              |
| 115              | Luca Mozzato (ITA)    | 19.              |
| 116              | Daniel McLay (GBR)    | DNF              |
| 117              | Clément Russo (FRA)   | 42.              |

| Team DSM DSM | Team DSM DSM              | Team DSM DSM |
| ------------ | ------------------------- | ------------ |
| #            | Cyklist                   | Placering    |
| 121          | John Degenkolb (GER)      | 34.          |
| 122          | Nils Eekhoff (NED)        | DNF          |
| 123          | Leon Heinschke (GER)      | DNF          |
| 124          | Alexander Edmondson (AUS) | 84.          |
| 125          | Patrick Bevin (NZL)       | DNF          |
| 126          | Tim Naberman (NED)        | DNF          |
| 127          | Kevin Vermaerke (USA)     | 78.          |

| Team Jayco AlUla JAY | Team Jayco AlUla JAY    | Team Jayco AlUla JAY |
| -------------------- | ----------------------- | -------------------- |
| #                    | Cyklist                 | Placering            |
| 131                  | Zdeněk Štybar (CZE)     | 86.                  |
| 132                  | Luke Durbridge (AUS)    | 27.                  |
| 133                  | Luka Mezgec (SLO)       | 73.                  |
| 134                  | Kelland O'Brien (AUS)   | 79.                  |
| 135                  | Dylan Groenewegen (NED) | DNF                  |
| 136                  | Campbell Stewart (NZL)  | DNF                  |
| 137                  | Elmar Reinders (NED)    | 95.                  |

| Trek-Segafredo TFS | Trek-Segafredo TFS     | Trek-Segafredo TFS |
| ------------------ | ---------------------- | ------------------ |
| #                  | Cyklist                | Placering          |
| 141                | Jasper Stuyven (BEL)   | 50.                |
| 142                | Mads Pedersen (DEN)    | 14.                |
| 143                | Alex Kirsch (LUX)      | 49.                |
| 144                | Markus Hoelgaard (NOR) | DNF                |
| 145                | Toms Skujiņš (LAT)     | 62.                |
| 146                | Emīls Liepiņš (LAT)    | DNF                |
| 147                | Otto Vergaerde (BEL)   | DNF                |

| Astana Qazaqstan Team AST | Astana Qazaqstan Team AST        | Astana Qazaqstan Team AST |
| ------------------------- | -------------------------------- | ------------------------- |
| #                         | Cyklist                          | Placering                 |
| 151                       | Mark Cavendish (GBR)             | DNF                       |
| 152                       | Leonardo Basso (ITA)             | DNF                       |
| 153                       | Yevgeniy Fedorov (KAZ)           | 100.                      |
| 154                       | Dmitriy Gruzdev (KAZ)            | 96.                       |
| 155                       | Cees Bol (NED)                   | DNS                       |
| 156                       | Yevgeniy Gidich (KAZ) (landsväg) | DNF                       |
| 157                       | Davide Martinelli (ITA)          | DNF                       |

| Ineos Grenadiers IGD | Ineos Grenadiers IGD     | Ineos Grenadiers IGD |
| -------------------- | ------------------------ | -------------------- |
| #                    | Cyklist                  | Placering            |
| 161                  | Filippo Ganna (ITA)      | 10.                  |
| 162                  | Michał Kwiatkowski (POL) | DNF                  |
| 163                  | Kim Heiduk (GER)         | 59.                  |
| 164                  | Jhonatan Narváez (ECU)   | 82.                  |
| 165                  | Josh Tarling (GBR)       | DNF                  |
| 166                  | Connor Swift (GBR)       | 83.                  |
| 167                  | Ben Turner (GBR)         | 48.                  |

| UAE Team Emirates UAD | UAE Team Emirates UAD | UAE Team Emirates UAD |
| --------------------- | --------------------- | --------------------- |
| #                     | Cyklist               | Placering             |
| 171                   | Tim Wellens (BEL)     | DNF                   |
| 172                   | Mikkel Bjerg (DEN)    | 37.                   |
| 173                   | Ryan Gibbons (RSA)    | DNF                   |
| 174                   | Matteo Trentin (ITA)  | DNF                   |
| 175                   | Tadej Pogačar (SLO)   | 3.                    |
| 176                   | Rui Oliveira (POR)    | 22.                   |
| 177                   | Sjoerd Bax (NED)      | 89.                   |

| Lotto Dstny LTD | Lotto Dstny LTD                   | Lotto Dstny LTD |
| --------------- | --------------------------------- | --------------- |
| #               | Cyklist                           | Placering       |
| 181             | Pascal Eenkhoorn (NED) (landsväg) | 24.             |
| 182             | Jarrad Drizners (AUS)             | DNF             |
| 183             | Arjen Livyns (BEL)                | 39.             |
| 184             | Brent Van Moer (BEL)              | 43.             |
| 185             | Sébastien Grignard (BEL)          | 70.             |
| 186             | Michael Schwarzmann (GER)         | DNF             |
| 187             | Florian Vermeersch (BEL)          | DNF             |

| Team Flanders-Baloise TFB | Team Flanders-Baloise TFB | Team Flanders-Baloise TFB |
| ------------------------- | ------------------------- | ------------------------- |
| #                         | Cyklist                   | Placering                 |
| 191                       | Jenno Berckmoes (BEL)     | 65.                       |
| 192                       | Kamiel Bonneu (BEL)       | DNF                       |
| 193                       | Alex Colman (BEL)         | 72.                       |
| 194                       | Lindsay De Vylder (BEL)   | DNF                       |
| 195                       | Gilles De Wilde (BEL)     | DNF                       |
| 196                       | Ward Vanhoof (BEL)        | 63.                       |
| 197                       | Elias Maris (BEL)         | 97.                       |

| Bingoal WB BWB | Bingoal WB BWB                 | Bingoal WB BWB |
| -------------- | ------------------------------ | -------------- |
| #              | Cyklist                        | Placering      |
| 201            | Louis Blouwe (BEL)             | DNF            |
| 202            | Ceriel Desal (BEL)             | DNF            |
| 203            | Julian Mertens (BEL)           | 35.            |
| 204            | Ludovic Robeet (BEL)           | DNF            |
| 205            | Luca Van Boven (BEL)           | 61.            |
| 206            | Guillaume Van Keirsbulck (BEL) | DNF            |
| 207            | Dorian de Maeght (BEL)         | DNF            |

| TotalEnergies TEN | TotalEnergies TEN            | TotalEnergies TEN |
| ----------------- | ---------------------------- | ----------------- |
| #                 | Cyklist                      | Placering         |
| 211               | Peter Sagan (SVK) (landsväg) | DNF               |
| 212               | Thomas Bonnet (FRA)          | 38.               |
| 213               | Sandy Dujardin (FRA)         | 60.               |
| 214               | Daniel Oss (ITA)             | DNF               |
| 215               | Geoffrey Soupe (FRA)         | DNF               |
| 216               | Anthony Turgis (FRA)         | DNF               |
| 217               | Dries Van Gestel (BEL)       | 52.               |

| Israel-Premier Tech IPT | Israel-Premier Tech IPT | Israel-Premier Tech IPT |
| ----------------------- | ----------------------- | ----------------------- |
| #                       | Cyklist                 | Placering               |
| 221                     | Sep Vanmarcke (BEL)     | 17.                     |
| 222                     | Derek Gee (CAN)         | 45.                     |
| 223                     | Hugo Houle (CAN)        | DNS                     |
| 224                     | Jens Reynders (BEL)     | DNF                     |
| 225                     | Guy Sagiv (ISR)         | DNF                     |
| 226                     | Tom Van Asbroeck (BEL)  | 54.                     |
| 227                     | Krists Neilands (LAT)   | 12.                     |

| Q36.5 Pro Cycling Team Q36 | Q36.5 Pro Cycling Team Q36 | Q36.5 Pro Cycling Team Q36 |
| -------------------------- | -------------------------- | -------------------------- |
| #                          | Cyklist                    | Placering                  |
| 231                        | Jack Bauer (NZL)           | 92.                        |
| 232                        | Tom Devriendt (BEL)        | DNF                        |
| 233                        | Fabio Christen (SUI)       | DNF                        |
| 234                        | Kamil Małecki (POL)        | 91.                        |
| 235                        | Filippo Colombo (SUI)      | 57.                        |
| 236                        | Nicolò Parisini (ITA)      | DNF                        |
| 237                        | Nickolas Zukowsky (CAN)    | 56.                        |

| Uno-X Pro Cycling Team UXT | Uno-X Pro Cycling Team UXT            | Uno-X Pro Cycling Team UXT |
| -------------------------- | ------------------------------------- | -------------------------- |
| #                          | Cyklist                               | Placering                  |
| 241                        | Alexander Kristoff (NOR)              | DNF                        |
| 242                        | Louis Bendixen (DEN)                  | DNF                        |
| 243                        | Martin Bugge Urianstad (NOR)          | 75.                        |
| 244                        | William Blume Levy (DEN)              | DNF                        |
| 245                        | Erik Nordsæter Resell (NOR)           | DNF                        |
| 246                        | Anders Skaarseth (NOR)                | DNF                        |
| 247                        | Rasmus Fossum Tiller (NOR) (landsväg) | 44.                        |

| Jumbo-Visma TJV | Jumbo-Visma TJV            | Jumbo-Visma TJV |
| --------------- | -------------------------- | --------------- |
| #               | Cyklist                    | Placering       |
| 1               | Wout van Aert (BEL)        | 1.              |
| 2               | Christophe Laporte (FRA)   | 23.             |
| 3               | Tiesj Benoot (BEL)         | DNF             |
| 4               | Dylan van Baarle (NED)     | DNF             |
| 5               | Edoardo Affini (ITA)       | DNF             |
| 6               | Tosh Van der Sande (BEL)   | 87.             |
| 7               | Nathan Van Hooydonck (BEL) | 11.             |

| Soudal Quick-Step SOQ | Soudal Quick-Step SOQ             | Soudal Quick-Step SOQ |
| --------------------- | --------------------------------- | --------------------- |
| #                     | Cyklist                           | Placering             |
| 11                    | Julian Alaphilippe (FRA)          | DNF                   |
| 12                    | Kasper Asgreen (DEN)              | 51.                   |
| 13                    | Tim Declercq (BEL)                | 68.                   |
| 14                    | Yves Lampaert (BEL)               | 16.                   |
| 15                    | Florian Sénéchal (FRA) (landsväg) | DNF                   |
| 16                    | Jannik Steimle (GER)              | DNF                   |
| 17                    | Davide Ballerini (ITA)            | 28.                   |

| Alpecin-Deceuninck ADC | Alpecin-Deceuninck ADC     | Alpecin-Deceuninck ADC |
| ---------------------- | -------------------------- | ---------------------- |
| #                      | Cyklist                    | Placering              |
| 21                     | Mathieu van der Poel (NED) | 2.                     |
| 22                     | Quinten Hermans (BEL)      | 80.                    |
| 23                     | Dries De Bondt (BEL)       | 58.                    |
| 24                     | Søren Kragh Andersen (DEN) | 9.                     |
| 25                     | Silvan Dillier (SUI)       | 69.                    |
| 26                     | Robert Stannard (AUS)      | 32.                    |
| 27                     | Tobias Bayer (AUT)         | 71.                    |

| Intermarché-Circus-Wanty ICW | Intermarché-Circus-Wanty ICW | Intermarché-Circus-Wanty ICW |
| ---------------------------- | ---------------------------- | ---------------------------- |
| #                            | Cyklist                      | Placering                    |
| 31                           | Biniam Girmay (ERI)          | DNF                          |
| 32                           | Madis Mihkels (EST)          | 90.                          |
| 33                           | Dries De Pooter (BEL)        | DNF                          |
| 34                           | Laurenz Rex (BEL)            | 30.                          |
| 35                           | Hugo Page (FRA)              | 88.                          |
| 36                           | Mike Teunissen (NED)         | 67.                          |
| 37                           | Loïc Vliegen (BEL)           | 81.                          |

| AG2R Citroën Team ACT | AG2R Citroën Team ACT     | AG2R Citroën Team ACT |
| --------------------- | ------------------------- | --------------------- |
| #                     | Cyklist                   | Placering             |
| 41                    | Greg Van Avermaet (BEL)   | DNF                   |
| 42                    | Oliver Naesen (BEL)       | 47.                   |
| 43                    | Lawrence Naesen (BEL)     | 94.                   |
| 44                    | Benoît Cosnefroy (FRA)    | 46.                   |
| 45                    | Valentin Retailleau (FRA) | DNF                   |
| 46                    | Damien Touzé (FRA)        | 77.                   |
| 47                    | Stan Dewulf (BEL)         | 18.                   |

| Bahrain Victorious TBV | Bahrain Victorious TBV | Bahrain Victorious TBV |
| ---------------------- | ---------------------- | ---------------------- |
| #                      | Cyklist                | Placering              |
| 51                     | Nikias Arndt (GER)     | 29.                    |
| 52                     | Matevž Govekar (SLO)   | 98.                    |
| 53                     | Kamil Gradek (POL)     | DNF                    |
| 54                     | Dušan Rajović (SRB)    | DNF                    |
| 55                     | Cameron Scott (AUS)    | DNF                    |
| 56                     | Matej Mohorič (SLO)    | 7.                     |
| 57                     | Fred Wright (GBR)      | 31.                    |

| Bora-Hansgrohe BOH | Bora-Hansgrohe BOH           | Bora-Hansgrohe BOH |
| ------------------ | ---------------------------- | ------------------ |
| #                  | Cyklist                      | Placering          |
| 61                 | Jordi Meeus (BEL)            | DNF                |
| 62                 | Ryan Mullen (IRL)            | DNF                |
| 63                 | Marco Haller (AUT)           | 33.                |
| 64                 | Jonas Koch (GER)             | 36.                |
| 65                 | Shane Archbold (NZL)         | DNF                |
| 66                 | Nils Politt (GER) (landsväg) | 13.                |
| 67                 | Maximilian Schachmann (GER)  | DNF                |

| Cofidis COF | Cofidis COF               | Cofidis COF |
| ----------- | ------------------------- | ----------- |
| #           | Cyklist                   | Placering   |
| 71          | Axel Zingle (FRA)         | 53.         |
| 72          | Simone Consonni (ITA)     | DNF         |
| 73          | Wesley Kreder (NED)       | 93.         |
| 74          | Christophe Noppe (BEL)    | 55.         |
| 75          | Pierre-Luc Périchon (FRA) | DNF         |
| 76          | Alexis Renard (FRA)       | DNF         |
| 77          | Jelle Wallays (BEL)       | DNF         |

| EF Education-EasyPost EFE | EF Education-EasyPost EFE | EF Education-EasyPost EFE |
| ------------------------- | ------------------------- | ------------------------- |
| #                         | Cyklist                   | Placering                 |
| 81                        | Alberto Bettiol (ITA)     | 15.                       |
| 82                        | Stefan Bissegger (SUI)    | 20.                       |
| 83                        | Owain Doull (GBR)         | 41.                       |
| 84                        | Jens Keukeleire (BEL)     | 85.                       |
| 85                        | Jonas Rutsch (GER)        | 26.                       |
| 86                        | Thomas Scully (NZL)       | 101.                      |
| 87                        | Łukasz Wiśniowski (POL)   | DNF                       |

| Groupama-FDJ GFC | Groupama-FDJ GFC       | Groupama-FDJ GFC |
| ---------------- | ---------------------- | ---------------- |
| #                | Cyklist                | Placering        |
| 91               | Stefan Küng (SUI)      | 6.               |
| 92               | Kevin Geniets (LUX)    | 25.              |
| 93               | Lewis Askey (GBR)      | 40.              |
| 94               | Olivier Le Gac (FRA)   | 66.              |
| 95               | Valentin Madouas (FRA) | 8.               |
| 96               | Jake Stewart (GBR)     | DNF              |
| 97               | Samuel Watson (GBR)    | DNF              |

| Movistar Team MOV | Movistar Team MOV         | Movistar Team MOV |
| ----------------- | ------------------------- | ----------------- |
| #                 | Cyklist                   | Placering         |
| 101               | Fernando Gaviria (COL)    | DNF               |
| 102               | Johan Jacobs (SUI)        | 64.               |
| 103               | Matteo Jorgenson (USA)    | 4.                |
| 104               | Mathias Norsgaard (DEN)   | 74.               |
| 105               | Iván Romeo (ESP)          | 76.               |
| 106               | Lluís Mas (ESP)           | DNF               |
| 107               | Iván García Cortina (ESP) | 5.                |

| Arkéa-Samsic ARK | Arkéa-Samsic ARK      | Arkéa-Samsic ARK |
| ---------------- | --------------------- | ---------------- |
| #                | Cyklist               | Placering        |
| 111              | Alan Riou (FRA)       | 99.              |
| 112              | Mathis Le Berre (FRA) | DNF              |
| 113              | Kévin Ledanois (FRA)  | DNF              |
| 114              | Matis Louvel (FRA)    | 21.              |
| 115              | Luca Mozzato (ITA)    | 19.              |
| 116              | Daniel McLay (GBR)    | DNF              |
| 117              | Clément Russo (FRA)   | 42.              |

| Team DSM DSM | Team DSM DSM              | Team DSM DSM |
| ------------ | ------------------------- | ------------ |
| #            | Cyklist                   | Placering    |
| 121          | John Degenkolb (GER)      | 34.          |
| 122          | Nils Eekhoff (NED)        | DNF          |
| 123          | Leon Heinschke (GER)      | DNF          |
| 124          | Alexander Edmondson (AUS) | 84.          |
| 125          | Patrick Bevin (NZL)       | DNF          |
| 126          | Tim Naberman (NED)        | DNF          |
| 127          | Kevin Vermaerke (USA)     | 78.          |

| Team Jayco AlUla JAY | Team Jayco AlUla JAY    | Team Jayco AlUla JAY |
| -------------------- | ----------------------- | -------------------- |
| #                    | Cyklist                 | Placering            |
| 131                  | Zdeněk Štybar (CZE)     | 86.                  |
| 132                  | Luke Durbridge (AUS)    | 27.                  |
| 133                  | Luka Mezgec (SLO)       | 73.                  |
| 134                  | Kelland O'Brien (AUS)   | 79.                  |
| 135                  | Dylan Groenewegen (NED) | DNF                  |
| 136                  | Campbell Stewart (NZL)  | DNF                  |
| 137                  | Elmar Reinders (NED)    | 95.                  |

| Trek-Segafredo TFS | Trek-Segafredo TFS     | Trek-Segafredo TFS |
| ------------------ | ---------------------- | ------------------ |
| #                  | Cyklist                | Placering          |
| 141                | Jasper Stuyven (BEL)   | 50.                |
| 142                | Mads Pedersen (DEN)    | 14.                |
| 143                | Alex Kirsch (LUX)      | 49.                |
| 144                | Markus Hoelgaard (NOR) | DNF                |
| 145                | Toms Skujiņš (LAT)     | 62.                |
| 146                | Emīls Liepiņš (LAT)    | DNF                |
| 147                | Otto Vergaerde (BEL)   | DNF                |

| Astana Qazaqstan Team AST | Astana Qazaqstan Team AST        | Astana Qazaqstan Team AST |
| ------------------------- | -------------------------------- | ------------------------- |
| #                         | Cyklist                          | Placering                 |
| 151                       | Mark Cavendish (GBR)             | DNF                       |
| 152                       | Leonardo Basso (ITA)             | DNF                       |
| 153                       | Yevgeniy Fedorov (KAZ)           | 100.                      |
| 154                       | Dmitriy Gruzdev (KAZ)            | 96.                       |
| 155                       | Cees Bol (NED)                   | DNS                       |
| 156                       | Yevgeniy Gidich (KAZ) (landsväg) | DNF                       |
| 157                       | Davide Martinelli (ITA)          | DNF                       |

| Ineos Grenadiers IGD | Ineos Grenadiers IGD     | Ineos Grenadiers IGD |
| -------------------- | ------------------------ | -------------------- |
| #                    | Cyklist                  | Placering            |
| 161                  | Filippo Ganna (ITA)      | 10.                  |
| 162                  | Michał Kwiatkowski (POL) | DNF                  |
| 163                  | Kim Heiduk (GER)         | 59.                  |
| 164                  | Jhonatan Narváez (ECU)   | 82.                  |
| 165                  | Josh Tarling (GBR)       | DNF                  |
| 166                  | Connor Swift (GBR)       | 83.                  |
| 167                  | Ben Turner (GBR)         | 48.                  |

| UAE Team Emirates UAD | UAE Team Emirates UAD | UAE Team Emirates UAD |
| --------------------- | --------------------- | --------------------- |
| #                     | Cyklist               | Placering             |
| 171                   | Tim Wellens (BEL)     | DNF                   |
| 172                   | Mikkel Bjerg (DEN)    | 37.                   |
| 173                   | Ryan Gibbons (RSA)    | DNF                   |
| 174                   | Matteo Trentin (ITA)  | DNF                   |
| 175                   | Tadej Pogačar (SLO)   | 3.                    |
| 176                   | Rui Oliveira (POR)    | 22.                   |
| 177                   | Sjoerd Bax (NED)      | 89.                   |

| Lotto Dstny LTD | Lotto Dstny LTD                   | Lotto Dstny LTD |
| --------------- | --------------------------------- | --------------- |
| #               | Cyklist                           | Placering       |
| 181             | Pascal Eenkhoorn (NED) (landsväg) | 24.             |
| 182             | Jarrad Drizners (AUS)             | DNF             |
| 183             | Arjen Livyns (BEL)                | 39.             |
| 184             | Brent Van Moer (BEL)              | 43.             |
| 185             | Sébastien Grignard (BEL)          | 70.             |
| 186             | Michael Schwarzmann (GER)         | DNF             |
| 187             | Florian Vermeersch (BEL)          | DNF             |

| Team Flanders-Baloise TFB | Team Flanders-Baloise TFB | Team Flanders-Baloise TFB |
| ------------------------- | ------------------------- | ------------------------- |
| #                         | Cyklist                   | Placering                 |
| 191                       | Jenno Berckmoes (BEL)     | 65.                       |
| 192                       | Kamiel Bonneu (BEL)       | DNF                       |
| 193                       | Alex Colman (BEL)         | 72.                       |
| 194                       | Lindsay De Vylder (BEL)   | DNF                       |
| 195                       | Gilles De Wilde (BEL)     | DNF                       |
| 196                       | Ward Vanhoof (BEL)        | 63.                       |
| 197                       | Elias Maris (BEL)         | 97.                       |

| Bingoal WB BWB | Bingoal WB BWB                 | Bingoal WB BWB |
| -------------- | ------------------------------ | -------------- |
| #              | Cyklist                        | Placering      |
| 201            | Louis Blouwe (BEL)             | DNF            |
| 202            | Ceriel Desal (BEL)             | DNF            |
| 203            | Julian Mertens (BEL)           | 35.            |
| 204            | Ludovic Robeet (BEL)           | DNF            |
| 205            | Luca Van Boven (BEL)           | 61.            |
| 206            | Guillaume Van Keirsbulck (BEL) | DNF            |
| 207            | Dorian de Maeght (BEL)         | DNF            |

| TotalEnergies TEN | TotalEnergies TEN            | TotalEnergies TEN |
| ----------------- | ---------------------------- | ----------------- |
| #                 | Cyklist                      | Placering         |
| 211               | Peter Sagan (SVK) (landsväg) | DNF               |
| 212               | Thomas Bonnet (FRA)          | 38.               |
| 213               | Sandy Dujardin (FRA)         | 60.               |
| 214               | Daniel Oss (ITA)             | DNF               |
| 215               | Geoffrey Soupe (FRA)         | DNF               |
| 216               | Anthony Turgis (FRA)         | DNF               |
| 217               | Dries Van Gestel (BEL)       | 52.               |

| Israel-Premier Tech IPT | Israel-Premier Tech IPT | Israel-Premier Tech IPT |
| ----------------------- | ----------------------- | ----------------------- |
| #                       | Cyklist                 | Placering               |
| 221                     | Sep Vanmarcke (BEL)     | 17.                     |
| 222                     | Derek Gee (CAN)         | 45.                     |
| 223                     | Hugo Houle (CAN)        | DNS                     |
| 224                     | Jens Reynders (BEL)     | DNF                     |
| 225                     | Guy Sagiv (ISR)         | DNF                     |
| 226                     | Tom Van Asbroeck (BEL)  | 54.                     |
| 227                     | Krists Neilands (LAT)   | 12.                     |

| Q36.5 Pro Cycling Team Q36 | Q36.5 Pro Cycling Team Q36 | Q36.5 Pro Cycling Team Q36 |
| -------------------------- | -------------------------- | -------------------------- |
| #                          | Cyklist                    | Placering                  |
| 231                        | Jack Bauer (NZL)           | 92.                        |
| 232                        | Tom Devriendt (BEL)        | DNF                        |
| 233                        | Fabio Christen (SUI)       | DNF                        |
| 234                        | Kamil Małecki (POL)        | 91.                        |
| 235                        | Filippo Colombo (SUI)      | 57.                        |
| 236                        | Nicolò Parisini (ITA)      | DNF                        |
| 237                        | Nickolas Zukowsky (CAN)    | 56.                        |

| Uno-X Pro Cycling Team UXT | Uno-X Pro Cycling Team UXT            | Uno-X Pro Cycling Team UXT |
| -------------------------- | ------------------------------------- | -------------------------- |
| #                          | Cyklist                               | Placering                  |
| 241                        | Alexander Kristoff (NOR)              | DNF                        |
| 242                        | Louis Bendixen (DEN)                  | DNF                        |
| 243                        | Martin Bugge Urianstad (NOR)          | 75.                        |
| 244                        | William Blume Levy (DEN)              | DNF                        |
| 245                        | Erik Nordsæter Resell (NOR)           | DNF                        |
| 246                        | Anders Skaarseth (NOR)                | DNF                        |
| 247                        | Rasmus Fossum Tiller (NOR) (landsväg) | 44.                        |

Förklaringar
DNF = Fullföljde inte, OTL = Utanför tidsgränsen, DNS = Startade inte, DSQ = Diskvalificerad